# Isnardo da Chiampo
Isnardo da Chiampo (Chiampo, ... – Pavia, 19 marzo 1244) è stato un religioso italiano.
Sacerdote dell'Ordine dei Frati Predicatori, il suo culto come beato è stato confermato da papa Benedetto XV nel 1919.

## Biografia
Nativo di Chiampo, attorno al 1218 abbracciò la vita religiosa tra i domenicani, forse a Bologna, e nel 1219 fu inviato, con il futuro vescovo Guala, a Milano; nel 1230 fu trasferito a Pavia dove il vescovo Rodobaldo gli affidò la chiesa di Santa Maria di Nazareth, presso la quale Isnardo fondò il convento del suo ordine.
Secondo una leggenda agiografica, un fedele che assisteva a una sua predica derise la sua corpulenza dicendo che gli era impossibile credere alla santità di quel frate come gli era impossibile credere che un barile potesse saltare da solo e cadergli sulla gamba spezzandogliela: ma, appena pronunciata quella frase, un barile saltò cadendogli sulla gamba rompendola.

## Il culto
Il sepolcro di Isnardo si trovava nella chiesa del convento domenicano di Pavia, ma fu poi traslato nella chiesa dei Santi Gervasio e Protasio.
Papa Benedetto XV, con decreto del 12 marzo 1919, ne confermò il culto con il titolo di beato.
Il suo elogio si legge nel martirologio romano al 19 marzo.